# 紫禁驚雷
《紫禁驚雷》（英語：The Life and Times of a Sentinel）是香港電視廣播有限公司拍攝製作的清裝政治史實劇集，由馬浚偉、馬國明及李詩韻領銜主演，並由陳錦鴻、陳國邦、唐詩詠、姚子羚、麥長青、黃智賢、黎諾懿及程可為聯合演出，監製梁材遠。

## 故事大綱
順治十八年（1661年），順治帝福臨（陳錦鴻飾）看破紅塵削髮為僧，御前侍衛祈道廷（黃智賢飾）亦陪同一起。順治屬意將帝位傳給二阿哥福全（馬國明飾），但孝莊太后（程可為飾）認為福全心術不正，以假傳遺詔，令三阿哥玄燁（陳國邦飾）為康熙帝。順治得知此事，寫下密函，其中一半密函落在道廷的兒子祈萬昌（駱應鈞飾）手上。萬昌因此被人追殺，匆忙間將自己的兒子祈俊傑（馬浚偉飾）放在將淹至的橋底上，可惜最後俊傑失踪。原來他被「常滿樓」老闆聶貫一（郭峰飾）及妻子高彩瓊（馬海倫飾）收養，並改名為聶多寶。
十五年後，武功高強的多寶一心為民請命，投考御前侍衛，效命於福全，兩人在宮中建立了一份深厚的手足情。福全更推薦多寶出任三弟康熙帝的近身侍衛，多寶之滿腔熱誠，卻發現宮內雲譎波詭，人人勾心鬥角。福全更包藏禍心，利用忠心多寶及其妻子桂倫（唐詩詠飾）之父碩克（陳榮峻飾）兵力，圖謀驚世陰謀。身邊人時敵時友撲朔迷離，多寶惟有孤軍上陣展開連場暗戰......

## 演員表

### 大清皇族
| 演員                    | 角色   | 暱稱／關係 |
| 程可為                  | 孝莊   | 太皇太后 居於慈寧宮 皇太極之妃 順治帝之母 裕親王福全、康熙帝玄燁、榮親王（聶多寶）、恭親王常寧、端敏格格之祖母，針對福全，後反目 歷經三朝，在宮中地位顯赫，權傾朝野 逼死祈道廷、祈萬昌 曾試圖逼死聶多寶不遂 為了控制皇權不擇手段，心狠手辣，殘害忠良及反對自己的良士 |
| 陳錦鴻                  | 福臨   | 順治帝、先帝 皇太極、孝莊之子 裕親王福全、康熙帝玄燁、榮親王（聶多寶）、恭親王常寧、端敏格格之父 因愛妃之死而出家爲曾，法號行癡，最後因病逝世 |
| 朱 璇                   | 董鄂妃 | 居於承乾宮 順治帝之皇貴妃，並寵愛其 當年與陳秀妃不和 榮親王（聶多寶）之親母 當年因憶子成病而去世 |
| 何綺雲（青年）          | 陳秀妃 | 太妃 居於禮仁宮，後移居 順治帝之棄妃 恭親王常寧、端敏格格之母 裕親王福全之養母 當年與董鄂妃不和 多年來已經患上失心瘋 於第13集逃離冷宮 |
| 呂 珊（中年）           | 陳秀妃 | 太妃 居於禮仁宮，後移居 順治帝之棄妃 恭親王常寧、端敏格格之母 裕親王福全之養母 當年與董鄂妃不和 多年來已經患上失心瘋 於第13集逃離冷宮 |
| 吳諾弘（童年）          | 福全   | 本劇終極大反派 裕親王 御前大臣 孝莊之孫 順治帝之次子 二福晉桂倫之夫 保泰之父 康熙帝玄燁、恭親王常寧、端敏格格之兄，後與玄燁反目 聶多寶之上司，實爲親兄，後反目 曼筠之舊情人，痴戀曼筠 藉「顏玉銘造反」、「於成龍誣衊薩朗穆」兩案分別鏟除顏玉銘、憲承及除去孝莊親信薩朗穆，斷其一臂，並讓恭親王替於成龍接任九門提督 指使殺死廟祝婆、顏映雪、泰石、建澄 於第26集正式逼宮但失敗，以致瘋癲並被康熙帝放逐至蒙古 |
| 馬國明                  | 福全   | 本劇終極大反派 裕親王 御前大臣 孝莊之孫 順治帝之次子 二福晉桂倫之夫 保泰之父 康熙帝玄燁、恭親王常寧、端敏格格之兄，後與玄燁反目 聶多寶之上司，實爲親兄，後反目 曼筠之舊情人，痴戀曼筠 藉「顏玉銘造反」、「於成龍誣衊薩朗穆」兩案分別鏟除顏玉銘、憲承及除去孝莊親信薩朗穆，斷其一臂，並讓恭親王替於成龍接任九門提督 指使殺死廟祝婆、顏映雪、泰石、建澄 於第26集正式逼宮但失敗，以致瘋癲並被康熙帝放逐至蒙古 |
| 唐詩詠                  | 桂倫   | 二福晉 碩克之女 裕親王福全之妻 保泰之母 哈善之表妹 皇貴妃曼筠之表妹兼情敵，並陷害曼筠 曉鳴之主子 於第21集毒害曼筠導致其滑胎 於第26集被康熙帝放逐至蒙古 |
| 區珀豪（童年）          | 玄燁   | 康熙帝、皇上 居於乾清宮 孝莊之孫 順治帝之三子 裕親王福全之弟 榮親王（聶多寶）、恭親王常寧、端敏格格之兄 保泰之皇叔，後為其養父 |
| 陳國邦                  | 玄燁   | 康熙帝、皇上 居於乾清宮 孝莊之孫 順治帝之三子 裕親王福全之弟 榮親王（聶多寶）、恭親王常寧、端敏格格之兄 保泰之皇叔，後為其養父 |
| 姚子羚                  | 曼筠   | 皇貴妃 居於景仁宮 康熙帝之皇貴妃 康熙帝生母佟佳氏之姪女 裕親王福全之舊情人，被其痴戀 二福晉桂倫之表姐 與惠妃顏映雪不和 斯喬之主子 於第21集被桂倫毒害致滑胎 於第24集投井自盡致終生癱瘓 於第25集被封為皇后 |
| 王君馨                  | 顏映雪 | 惠妃 居於永和宮，後居於禮仁宮 顏玉銘之女 康熙帝之妃 曼筠之天敵 秋菊之主子 於第21集被福全指使哈善殺死 |
| 馬浚偉                  | 四阿哥 | 榮親王 又名聶多寶、祈俊傑 孝莊之孫 順治帝之四子，董鄂妃之子 裕親王福全之親弟兼下屬，後反目 康熙帝玄燁之弟 恭親王常寧、端敏格格之兄 失散多年，原本被順治封為皇太子 於第26集福全欲登位時表明身份並與玄燁等人相認，後出家為和尚 參見侍衛營、聶家、祈家 |
| 朱嘉保（童年）          | 常寧   | 恭親王 正藍旗旗主→九門提督 孝莊之孫，後被福全挑撥離間 順治帝之五子，陳秀妃之子 五福晉建澄之夫 裕親王福全、康熙帝玄燁、榮親王（聶多寶）之弟 端敏格格之兄 於第25集助裕親王率領禁軍控制紫禁城，脅逼康熙帝退位 第26集於宗人府軟禁並等候發落 |
| 徐 榮                   | 常寧   | 恭親王 正藍旗旗主→九門提督 孝莊之孫，後被福全挑撥離間 順治帝之五子，陳秀妃之子 五福晉建澄之夫 裕親王福全、康熙帝玄燁、榮親王（聶多寶）之弟 端敏格格之兄 於第25集助裕親王率領禁軍控制紫禁城，脅逼康熙帝退位 第26集於宗人府軟禁並等候發落 |
| 苟芸慧 （配音：劉惠雲） | 建澄   | 五福晉 恭親王常寧之福晉 綺蓮之主子 於第23集被福全指使哈善毒害身亡 |
| 李詩韻                  | 端敏   | 端敏格格 宮外時期名為卓紫凝 孝莊失散之孫女 順治帝之幼女、陳秀妃失散之女 裕親王福全、康熙帝玄燁、榮親王（聶多寶）、恭親王常寧失散之妹 於第20集得知自己是端敏 於第26集被可兒殺死 |
|                         | 保泰   | 裕親王福全、二福晉桂倫之子 康熙帝玄燁之侄，後為其養子 榮親王（聶多寶）、恭親王常寧、端敏格格之侄 哈善之表侄 於第26集起由康熙帝撫養 |
| 曾 敏                   |        | 康熙帝妃子 |
| 馬詠恩                  |        | 康熙帝妃子 |
| 尹詩沛                  |        | 康熙帝妃子 |
| 陳亭嘉                  |        | 康熙帝妃子 |
| 石天欣                  |        | 康熙帝妃子 |
| 羅欣羚                  |        | 康熙帝妃子 |

### 聶家／常滿樓
| 演員   | 角色   | 暱稱／關係 |
| 郭 峰  | 聶貫一 | 常滿樓老闆 高彩瓊之夫 聶多寶之養父 馮雙喜之姨丈 於第19集被逼害致服毒自殺身亡                                    |
| 馬海倫 | 高彩瓊 | 常滿樓老闆娘 聶貫一之妻 聶多寶之養母 馮雙喜之姨媽 於第19集被逼害致服毒自殺身亡                                  |
| 馬浚偉 | 聶多寶 | 常滿樓少東主 聶貫一、高彩瓊之養子 馮雙喜之誼表哥 大柵欄四勇士之一 爲失散多年之祈俊傑、但實爲榮親王 參見大清皇族 |
| 龔嘉欣 | 馮雙喜 | 常滿樓表小姐 聶貫一、高彩瓊之姨甥 聶多寶之誼表妹 恩澤之暗戀對象，後為其妻 從第21集起代聶多寶打理常滿樓          |
| 羅天池 | 張飛   | 常滿樓伙記 大柵欄四勇士之一 於第24集被布齊殺死                                                                  |
| 傅劍虹 | 呂布   | 常滿樓伙記 大柵欄四勇士之一 於第24集被布齊殺死                                                                  |
| 張漢斌 | 武松   | 常滿樓伙記 大柵欄四勇士之一 於第24集被布齊殺死                                                                  |
| 莊狄生 | 賀昇   | 常滿樓伙記 |

### 祈家
| 演員           | 角色   | 暱稱／關係 |
| 黃智賢         | 祈道廷 | 御前一等侍衛 祈萬昌之父 聶多寶之養祖父 田剛正之師父 隨順治帝出家，法號行嗔，最後自殺死亡 |
| 黎諾懿（青年） | 祈萬昌 | 又名岑千日 祈道廷之子 祈俊傑（聶多寶）之養父 於第1集（幾十年前）從田剛正口中得知孝莊派侍衛捉自己，而帶著兒子逃走，逃走中偷聽到除了自己以外祈家的人均被捉走，並把兒子弄掉，只好把尋找其下落的事交給田剛正，而自己去求孝莊放過祈家，並毒啞自己得到對方信任放過祈家 於第14集在山崖跌死 |
| 駱應鈞（中年） | 祈萬昌 | 又名岑千日 祈道廷之子 祈俊傑（聶多寶）之養父 於第1集（幾十年前）從田剛正口中得知孝莊派侍衛捉自己，而帶著兒子逃走，逃走中偷聽到除了自己以外祈家的人均被捉走，並把兒子弄掉，只好把尋找其下落的事交給田剛正，而自己去求孝莊放過祈家，並毒啞自己得到對方信任放過祈家 於第14集在山崖跌死 |
| 周麗欣         | 昌妻   | 祈萬昌之妻 祈道廷之媳 祈俊傑（聶多寶）之養母 已去世 |
| 馬浚偉         | 祈俊傑 | 又名聶多寶 祈萬昌之養子 祈道廷之養孫 失散多年 參見大清皇族 |

### 侍衛營
| 演員   | 角色     | 暱稱／關係 |
| 麥長青 | 布齊     | 本劇反派 布齊大人 領侍衛內大臣，官居一品 針對聶多寶 為人為保職位不擇手段 |
| 林敬剛 | 憲承     | 憲承大人 侍衛統領，官居二品 針對聶多寶 被顏玉銘威逼 於第9集被福全捉拿 |
| 胡諾言 | 哈善     | 哈善大人 御前一等侍衛，官居三品 於第10集升爲侍衛副統領 桂倫之表哥 與福全勾結，由其指使殺死廟祝婆、顏映雪、泰石、建澄 於第25集被福全殺死                                                      |
| 張松枝 | 泰石     | 泰石大人 御前一等侍衛，官居三品 布齊之下屬 爾豪之表哥 針對聶多寶 於第23集被福全指使哈善殺死                                                                                                  |
| 黃嘉樂 | 納蘭性德 | 納蘭大人 字容若 御前一等侍衛，官居三品 納蘭明珠之子 於第23集表面上被康熙帝革職，實際被康熙帝委託將兵符交給上三旗旗主調動兵馬 第25集時帶回上三旗兵馬回宮勤王 於第26集封爲御前大臣，統領侍衛營 |
| 馬浚偉 | 聶多寶   | 聶大人 御前藍翎侍衛 於第10集封為御前三等侍衛，官居五品 於第15集封爲御前一等侍衛，官居三品 於第19集封為侍衛統領，官居二品 被布齊針對 參見大清皇族                                             |
| 鄭俊弘 | 恩澤     | 御前藍翎侍衛 暗戀馮雙喜，後為其夫 聶多寶之好友 於第24集被布齊斬斷左手 |
| 許家傑 | 爾豪     | 御前藍翎侍衛 泰石之表弟 |
| 袁偉豪 | 穆峰     | 御前藍翎侍衛 |
| 趙敏通 | 李佳翔   | 御前藍翎侍衛 |
| 高鈞賢 | 倪俊     | 御前侍衛入位考生 於第5集被發現用假身份 參見日月會 |
| 陳 堃  | 思翰     | 御前侍衛 |
| 鄭子揚 | 兆丹     | 御前侍衛 |
| 張國洪 | 柱才     | 御前侍衛 |
| 裘卓能 | 鍵志     | 御前侍衛 |
| 司徒暉 | 沙軒     | 御前侍衛 |
| 戴耀明 | 達       | 御前侍衛 |
| 杜大偉 |          | 御前侍衛 |
| 侯建民 |          | 御前侍衛 |
| 羅鈞滿 |          | 御前侍衛 |
| 謝卓言 |          | 御前侍衛 |
| 關浩揚 |          | 御前侍衛 |
| 何慶輝 |          | 御前侍衛 |

### 日月會
| 演員   | 角色   | 暱稱／關係                                                                                                |
| 張國強 | 卓樹棠 | 本劇大反派 卓舵主 滿姓額爾圖 原名文樹棠 百喜堂老闆 日月會分舵舵主 卓紫凝之養父 於第21集被孝莊下令凌遲處死 |
| 李詩韻 | 卓紫凝 | 百喜堂小姐 日月會成員 參見大清皇族                                                                        |
| 何傲兒 | 岑翠玉 | 日月會反清義士 卓紫凝之近身婢女 於第20集自殺死亡                                                          |
| 高鈞賢 | 洪坤   | 化名倪俊 御前侍衛入位考生 日月會反清義士 於第6集被憲承殺死                                                |
| 蔣家旻 | 可兒   | 日月會反清義士 卓紫凝之近身婢女 於第26集殺死卓紫凝                                                        |
| 曾健明 | 七     | 日月會反清義士 百喜堂夥記                                                                                 |
| 鄧永健 | 華     | 日月會反清義士 百喜堂夥記                                                                                 |
| 鄭世豪 | 標     | 日月會反清義士 百喜堂夥記                                                                                 |
| 黃文標 |        | 日月會反清義士 於第10集混入皇宮後被殺                                                                     |
| 呂 熙  |        | 日月會反清義士 於第10集混入皇宮後被殺                                                                     |
| 游莨維 | 陸     | 日月會反清義士                                                                                            |

### 其他演員
| 演員           | 角色           | 暱稱／關係                                                                     |
| 歐瑞偉（壯年） | 衍因大師       | 怪和尚 俗名田剛正 祈道廷之徒弟 聶多寶之師父                                    |
| 劉 江（老年）  | 衍因大師       | 怪和尚 俗名田剛正 祈道廷之徒弟 聶多寶之師父                                    |
| 陳榮峻         | 碩克           | 承親王 正紅旗旗主，後兼正藍旗旗主 桂倫之父 裕親王福全之岳父                    |
| 羅樂林         | 納蘭明珠       | 納蘭大人 武英殿大學士 納蘭性德之父 與顏玉銘不和                                |
| 子明           | 顏玉銘         | 顏大人 文華殿大學士 惠妃顏映雪之父 與納蘭明珠不和 於第10集被陷害流放至西藏     |
| 魯振順         | 趙禮和         | 小和子、和公公 孝莊之近身太監                                                  |
| 張智軒         | 安榮           | 福全之近身侍從 於第11集被福全指使試圖暗殺孝莊                                  |
| 蔡曜力         | 小彰子         | 乾清宮太監 康熙帝之近身太監                                                    |
| 曾琬莎         | 曉鳴           | 裕王府婢女 二福晉桂倫之近身侍婢                                                |
| 潘冠霖         | 斯喬           | 景仁宮宮女 皇貴妃之近身侍婢                                                    |
| 李君妍         | 綺蓮           | 恭王府婢女 五福晉之近身侍婢                                                    |
| 岑寶兒         | 秋菊           | 永和宮宮女 惠妃之近身侍婢                                                      |
| 曾守明         | 鰲拜           | 康熙四位輔政大臣                                                               |
| 陳勉良         | 索尼           | 康熙四位輔政大臣                                                               |
| 林日昇         | 蘇克薩哈       | 康熙四位輔政大臣                                                               |
| 李 健          | 遏必隆         | 康熙四位輔政大臣                                                               |
| 黃煒溏         | 護國公         | 前明降臣 十五年前被裕親王滅門                                                  |
| 李家鼎         | 姚乃祖／施同祖 | 朝中大臣 納蘭明珠之門生                                                        |
| 游 飈          | 葉仁信／朱信   | 朝中大臣 納蘭明珠之門生                                                        |
| 冼灝英         | 亞濟魯／魯連天 | 朝中大臣 納蘭明珠之門生                                                        |
| 梁健平         | 圖穆富／海永富 | 朝中大臣 納蘭明珠之門生                                                        |
| 高俊文         | 張伯行         | 朝中大臣                                                                       |
| 曾啟綸         | 周培公         | 朝中大臣                                                                       |
| 陳狄克         | 文官           | 朝中大臣                                                                       |
| 鄭家生         | 藍旗主         | 鑲藍旗旗主                                                                     |
| 彭比得         | 紅旗主         | 鑲紅旗旗主                                                                     |
| 鄭恕峰         | 白旗主         | 鑲白旗旗主                                                                     |
| 李泳豪         | 小詠子         | 太監                                                                           |
| 王致迪         | 太監           |                                                                                |
| 許明志         | 太監           |                                                                                |
| 陳佳琳         | 張世伯         | 張飛之父                                                                       |
| 林影紅         | 宮女           | 慈寧宮宮女 孝莊之近身侍婢                                                      |
| 沈可欣         | 宮女           | 慈寧宮宮女 孝莊之近身侍婢                                                      |
| 李岡龍         | 打更松         | 打更佬 於第2集被泰石擊中頭部重傷致死                                           |
| 魏惠文         | 劉師爺         | 縣衙師爺                                                                       |
| 祝文君         | 松妻           | 打更松之妻                                                                     |
| 趙樂賢         | 周捕頭         | 縣衙捕頭                                                                       |
| 邵卓堯         | 千總           |                                                                                |
| 謝靜婷         | 妓女           |                                                                                |
| 楊潮凱         | 街坊           | 大柵欄街坊                                                                     |
| 陳宛蔚         | 街坊           | 大柵欄街坊                                                                     |
| 顏桂洲         | 街坊           | 大柵欄街坊                                                                     |
| 李善恆         | 街坊           | 大柵欄街坊                                                                     |
| 馮康寧         | 何世榮         | 前揚州知府                                                                     |
| 劉秉賓         | 爾豪朋友       |                                                                                |
| 陳偉洪         | 爾豪朋友       |                                                                                |
| 鄭詠謙         | 爾豪朋友       |                                                                                |
| 杜 港          | 十里軒小二     |                                                                                |
| 曾慧雲         | 宮女           |                                                                                |
| 徐玟晴         | 宮女           |                                                                                |
| 梁珈詠         | 宮女           |                                                                                |
| 李海生         | 李師傅         | 京城鷹爪門掌門                                                                 |
| 鄺佐輝         | 傅太醫         | 太醫院太醫                                                                     |
| 何文進         | 堅叔           | 石家莊村民                                                                     |
| 陳志健         | 村民           | 馬家村村民                                                                     |
| 陳安瑩         | 廟祝婆         | 當年替高彩瓊接生之穩婆 於第19集被福全指使哈善殺死                              |
| 王東泰         | 廟祝婆兒子     |                                                                                |
| 何偉業         | 小福子         | 太監                                                                           |
| 黃長興         | 鍾太醫         | 太醫院太醫 於第13集被康熙下令處死                                              |
| 卓 躒          | 文官           |                                                                                |
| 劉天龍         | 文官           |                                                                                |
| 李 嘉          | 文官           |                                                                                |
| 歐陽燕萍       | 關大嫂         | 聶家舊街坊                                                                     |
| 莫偉文         | 清緣禪師       | 虛雲寺住持                                                                     |
| 鄭家俊         | 小沙彌         | 虛雲寺小沙彌                                                                   |
| 蘇麗明         | 少 婦          |                                                                                |
| 招石文         | 覺遠大師       | 法海寺住持                                                                     |
| 王維德         | 薩朗穆         | 步兵統領衙門總兵 孝莊之親信 爲貪官，私吞賑災官銀，被于成龍乘機以強姦民女罪名抄家 |
| 鄧英敏         | 成龍           | 外號于鐵膽 九門提督 爲清官，爲對付貪官薩朗穆而誣陷其強姦民女，後被連降三級       |
| 吳雲甫         | 副將           |                                                                                |
| 黃梓瑋         | 嬤嬤           |                                                                                |
| 黎桐康         | 寧副將         |                                                                                |
| 周寶霖         | 宮女           |                                                                                |
| 方紹聰         | 士兵           |                                                                                |
| 罗利期         | 徐太醫         | 太醫院太醫                                                                     |
| 潘卓明         | 鎮民           | 豐台鎮鎮民                                                                     |
| 何柏光         | 劉知縣         | 豐台鎮知縣                                                                     |

## 成魔之路
| 事件                 | 詭計                                                                                     | 影響                                                                               |
| 大柵欄滿漢之爭       | 明助聶多寶撃退鬧事滿人，暗中羞辱滿人爾豪                                                 | 藉提議康熙推行滿漢一家以解決紛爭，從而涉足政事                                     |
| 考場作弊案           | 暗中調查事件，銷毀頂證真兇布齊的罪證                                                     | 拉攏布齊、哈善，搏取孝莊信任                                                       |
| 假侍衛、多寶身世之謎 | 設局試出倪俊身份，並鼓勵多寶重投朝廷                                                     | 拉攏多寶                                                                           |
| 西洋香水苦肉計       | 暗中調查事件，令建澄同樣出現皮膚紅腫                                                     | 間接揭示紅腫成因，為曼筠雪白                                                       |
| 編書反清             | 著哈善於顏府插贓「濁世清流圖」，並教疏顏玉銘利用憲承盜出證物以加深其嫌疑，後假意為其求情 | 拉攏多寶，除去顏玉銘、憲承，搏取孝莊欣賞                                           |
| 佛寺暗殺陰謀         | 一方面統領侍衛營保護孝莊以防日月會刺殺，另一方面使人對其發冷箭並為其擋箭                 | 以身護孝莊搏其信任，升任議政大臣，又收哈善為己用，將冷箭歸咎於日月會所為           |
| 惠妃滑胎案           | 主動負責調查，揭發事件為惠妃及太醫聯手誣陷曼筠，插贓二人互有情愫                         | 為曼筠雪白                                                                         |
| 祈氏逃亡             | 暗中調查得知萬昌及多寶同為祈家後人，欲阻止其逃亡                                         | 得知順治出家的秘密，拉攏多寶共同向孝莊報仇                                         |
| 瘋癲陳妃逃離冷宮     | 暗中命令多寶先於布齊找出陳妃，得知孝莊對其多番迫害，卻於殿上直指陳妃失心瘋以維護孝莊     | 得知當年皇位本屬於自己，又假裝以大局為重不揭發孝莊                                 |
| 民間尋找格格         | 命多寶尋找多年前流落民間的端敏格格                                                       | /                                                                                  |
| 火燒馬頭琴           | 因岳父承親王看出其夫妻關係有異，假意於妻子面前燒毀馬頭琴                                 | 假意斷絕與曼筠昔日的戀情，換取桂棆信任                                             |
| 九門提督誣陷案       | 推波助瀾，令多寶查出清官誣陷貪贓下屬的真相                                               | 除去孝莊親信薩朗穆，並因九門提督誣陷官員遭到降級，懸空其官位                       |
| 填補九門提督空缺     | 向常寧坦言孝莊曾虐打其親母陳妃，又以與康熙摔交及涮羊肉令兄弟三人聯誼感情                 | 拉攏常寧，並使其獲康熙任命為九門提督                                               |
| 長春宮鬧鬼、爆炸案   | 明知日月會設計於香爐放入炸藥，以行剌憑弔前皇后的康熙，卻不出手阻止                       | 康熙被炸，幸得多寶洞悉陰謀及以身護主而無恙，但令多寶昏迷                           |
| 多寶身份之謎         | 暗中攔截欲逃亡的多寶父母，教疏其以自盡保護多寶，並買兇殺死廟祝婆                         | 留著多寶於其身邊效力，且確保其身份不被揭發                                         |
| 剪除日月會           | 在查明紫凝確為端敏格格、被要求見證其養父凌遲處死時，迫其目撃行刑                         | 保障其親妹端敏不會為孝莊所猜忌                                                     |
| 運河改道風雲         | 派多寶查探康熙改道因由，揭發其因一漢官為保古鎮上書而改道，令滿人受遷徙之苦               | 挑起滿漢矛盾及滿族大臣不滿                                                         |
| 皇后滑胎案           | 得悉事件為其妻桂棆所為，為其善後並殺害惠妃以替其頂罪                                     | 教疏岳父承親王自擁兵權，傳旗主之位予福全，以免日後其女惡行被揭發遭到報復           |
| 毒殺建澄             | 著哈善於孝莊所贈的糕點投毒，毒害紫凝、秀妃並殺死建澄，後又殺害泰石佈局成其為孝莊辦事     | 對哈善推心置腹，煽動常寧對孝莊的怨恨、對其作出拉攏，並殺死目賭福全、皇后拉扯的建澄 |
| 豐台囤地案           | 獻計指使納蘭明珠偽造證據，嫁禍其子性德為勾結富商、囤地自肥的真兇                         | 令康熙親信納蘭性德被免職，並拉攏權臣納蘭明珠助其謀反                               |
| 皇貴妃投井           | 對舊情人曼筠多番苦纏，並坦白自己爭權乃因其而為，致其感到內疚而投井自盡                   | 令康熙意志消沉、拒絕上朝，並暫交軍政大權予福全                                     |
| 冊立皇后             | 康熙冊立癱瘓之曼筠為皇后，罔顧群臣反對，福全加以煽動                                     | 離間群臣與康熙，得到滿朝文武支持                                                   |
| 計擒內鬼             | 假意聲言有指證孝莊的證據，令一直暗中監視自己的哈善中計被擒                               | 殺死孝莊安插於自己身邊的哈善                                                       |
| 殿上迫宮             | /                                                                                        | /                                                                                  |

## 歷史改編
本劇馬國明所飾演的福全（裕親王）因曾被順治帝欽點為皇位繼承人，但因孝莊太皇太后認爲裕親王狼子野心而推舉玄燁（康熙帝）為皇帝，因而激發裕親王的謀反之心，最後因謀反失敗被康熙帝放逐至蒙古。不過關於裕親王的史實卻有很大的出入，史實中的裕親王不但沒有謀反之心，而且對康熙帝忠心耿耿，一直以親王身份輔佐康熙帝，兄弟關係非常親密，甚至於裕親王離世時獲康熙帝命畫工畫其像表示思念之情。更甚的是，順治帝從來沒有欽點裕親王為皇位繼承人，因史實中的裕親王沒有染過天花且有眼疾（康熙帝反而染過天花）。
劇中的「侍衛營」及「侍衛統領」於史實中不存在，史實中只有「侍衛處」。劇中提及御前侍衛是直接挑選，部份御前侍衛更是由「侍衛統領」欽點出來，但史實中挑選御前侍衛是十分嚴格，一般由皇帝親自主考，考生須經多重的考試才可考入御前侍衛，並不如劇中所示如此兒戲。
本劇馬浚偉所飾演的聶多寶的真實身份為早夭的四阿哥（榮親王），唯於史實中榮親王的確只活了105天就宣告夭折。而徐榮所飾演的常寧（恭親王）於劇中設定跟史實一樣確為順治帝第五子，但奇怪的是在劇中第15集中顯示在四阿哥還在繈褓中的時候，五阿哥已經有幾歲大，而且根據TVB.COM內對本劇的人物介紹資料，聶多寶的年齡比五阿哥常寧小4歲，導致二人的年齡設定上有嚴重出入。

## 記事
- 此劇為李施嬅首部女主角一號作品。提名萬千星輝頒獎典禮2011最佳女主角。
- 2010年10月19日：此劇於12:45在將軍澳電視廣播城一廠對出灰位舉行試造型記者會。[3]
- 2010年10月30日： 此劇「哈善」原定由敖嘉年飾演，因其遇襲傷口未痊癒已退出本劇，後改由胡諾言飾演。
- 2010年10月30日： 此劇「穆峰」原定由胡諾言飾演，後改袁偉豪飾演。
- 2010年12月1日：此劇於15:00在將軍澳電視廣播城十三廠舉行開廠拜神儀式[4]
- 2011年1月31日：此劇正式煞科。
- 2011年2月1日：此劇在銅鑼灣南華體育會舉行煞科宴。[5]
- 2011年7月19日：此劇於13:00在將軍澳市中心東港城舉行《紫禁驚雷》之「紅牆解禁‧蓄勢待發」宣傳活動。[6]
- 2011年7月23日：此劇於13:00在九龍鑽石山荷里活廣場舉行《紫禁驚雷》之「文武全才爭稱霸」宣傳活動。[7]
- 2011年8月4日：此劇於14:00在尖沙咀舉行《紫禁驚雷》之「微服出巡察民情｣花車巡遊宣傳活動。[8]
- 2011年8月9日：此劇男女主角唐詩詠、馬國明為此劇接受《今日VIP》訪問。
- 2011年8月16日：此劇演員程可為為此劇接受《今日VIP》訪問。
- 2011年8月26日：此劇演員王君馨、朱璇、苟芸慧為此劇接受《今日VIP》訪問。
- 2011年8月26日：此劇20:30至23:00播出兩小時三十分的大結局，因此劇集《潛行狙擊》暫停播映。

## 收視
以下為本劇於香港無綫電視翡翠台、高清翡翠台之收視紀錄：
| 週次 | 集數  | 日期                  | 平均收視 | 最高收視 | 百分比 |
| 1    | 01-05 | 2011年7月25日-7月29日 | 26點     | 32點     |        |
| 2    | 06-10 | 2011年8月1日-8月5日   | 26點     |          |        |
| 3    | 11-15 | 2011年8月8日-8月12日  | 27點     |          |        |
| 4    | 16-20 | 2011年8月15日-8月19日 | 27點     |          |        |
| 5    | 21-24 | 2011年8月22日-8月25日 | 31點     |          |        |
| 5    | 25-26 | 2011年8月26日         | 33點     | 40點*    |        |

- 《紫禁驚雷》兩小時三十分的大結局（第25-26集）收視平均33點、最高38點（以一節收視計算，約242萬名觀眾）。
- 在大結局尾聲，收視更達40點之高（約256萬名觀眾），成為2011年首部電視劇破40點的界限。[9]

### 無線MyTV劇集重溫點擊
- 《紫禁驚雷》於大結局後翌日星期六MyTV網上劇集重温全日錄得400多萬點擊記錄，破了MyTV網上歷年電視劇集點擊記錄，凌駕於本年《點解阿Sir係阿Sir》的全日錄得300多萬點擊記錄以及2010年《巾幗梟雄之義海豪情》的全日錄得370多萬點擊記錄。[10]
- 大結局（第26集）的點擊也過190多萬。

## 獎項

### MY AOD我的最愛頒獎典禮2011
| 獎項                       | 獲奬單位     |
| -------------------------- | ------------ |
| 「我的最愛十五大電視角色」 | 馬國明－福全 |